# Нойман, Петер
Петер Нойман (нем. Peter Neumann; род. 14 декабря 1967, Берлин) — немецкий специалист по медоносным пчёлам. Доктор философии, профессор Бернского университета (с 2013 года), член Европейской академии (2014).

## Биография
Окончил Берлинский технический университет (бакалавр неорганической химии), где учился в 1987—1989 годах. Затем в Свободном университете Берлина учился в 1989—1994 годах и получил диплом по молекулярной экологии. Затем вновь в Берлинском техническом, а также в Галле-Виттенбергском университетах, где занимался в 1995—1998 годах и получил степень доктора философии по молекулярной экологии magna cum laude (науч. рук-ль RFA Moritz). В 1994—1998 годах также работал в Берлинском техническом университета. В 1999—2001 годах — постдок кафедры зоологии и энтомологии Университета Родса (ЮАР).
В 2001—2004 годах занимался на кафедре зоологии Галле-Виттенбергского университета и хабилитировался там по зоологии, в 2001—2005 годах работал на той же кафедре являясь стипендиатом Эмми Нётер. В 2004—2007 годах — приват-доцент там же и в 2004—2005 годах — приглашенный профессор эволюционной биологии и биоразнообразия животных.
В 2006—2012 годах — научный сотрудник в en:Agroscope в Берне, с 2009 года — одновременно глава секции патологий пчёл.
В 2007 году перехабилитировался (umhabilitation) по зоологии со специализацией по поведенческой и эволюционной экологии в Институте экологии и эволюции Бернского университета. Затем там же в 2007—2012 годах — приват-доцент зоологии. С 2013 года — профессор здоровья пчёл Института здоровья пчёл Бернского университета. С того же года — экстраординарный профессор Преторийского университета (ЮАР).
С 2012 года — зампред научной биологической комиссии Апимондии. С 2013 года — президент ассоциации COLOSS.
С 2003 года — приглашённый профессор Университета Родса (ЮАР). В 2005—2009 годах — приглашённый профессор Юньнаньского сельскохозяйственного университета (КНР). В 2010 году — приглашённый профессор Загребского университета (Хорватия). В 2015 году — приглашённый профессор Чиангмайского университета (Таиланд) и в 2016 году — Чжэцзянского (КНР).
Автор более ста статей.
Лауреат мемориальной награды имени Евы Крейн (2011).